# Ribe, Danska
Ribe (danska izgovorjava: [ˈʁiːpə]) je mesto v jugozahodni Jutlandiji na Danskem z 8257 prebivalci (2022). Je sedež škofije Ribe, ki pokriva jugozahodni del Jutlandije. Ribe so bile do 1. januarja 2007 sedež tako okoliške občine kot okraja. Zdaj je del razširjene občine Esbjerg v regiji Južna Danska. Imenovali so ga najstarejše mesto na Danskem.

## Zgodovina
Mesto je bilo središče trgovske dejavnosti v zgodnjem 8. stoletju, kar je morda izviralo iz kraljevega vpliva. Leta 720 so bili morda tam kovani kovanci. Kateri koli kralj je sodeloval pri kopanju kanala Kanhave, je morda sodeloval tudi pri ustanovitvi Ribeja. Trgovski stiki so bili predvsem s Frizijo in Anglijo. Od več kot 300 sceatov (srebrnik), najdenih na Danskem, jih 216 izvira iz Ribeja ali okolice, večina jih je tipa Wodan in so bili verjetno kovani v Ribeju v zgodnjem 8. stoletju. Starodavna škofija Ribe je bila ustanovljena leta 948 s posvetitvijo Leofdaga Ribeškega za prvega škofa.
V začetku 9. stoletja je bil okoli mesta izkopan 2 metra širok jarek (razmejitev in ne utrdba), ki je zajel 12 ha veliko območje. Kasneje v istem stoletju je bil jarek nadomeščen z jarkom, širokim 6 do 7 metrov. Arheološki dokazi kažejo, da je bil Ribe v 8. in 9. stoletju »aktiven in impresiven trg« ter ponovno ob koncu 11. stoletja, vendar je malo dokazov iz obdobja vmes; mesto se je morda zmanjšalo ali celo izginilo.
Ko se je nadškof Ansgar odločil pokristjaniti Skandinavijo, je (približno leta 860) zahteval od danskega kralja Horika II., da se zgradi prva skandinavska cerkev v mestu Ribe, ki je bilo takrat eno najpomembnejših trgovskih mest v Skandinaviji. Vendar pa je prisotnost škofa in s tem stolnice v Ribeju mogoče potrditi šele od leta 948. Nedavna arheološka izkopavanja v Ribeju pa so privedla do odkritja med 2000 in 3000 krščanskih grobov. Datirani so v 9. stoletje, kar kaže na to, da je velika krščanska skupnost takrat že mirno živela skupaj z Vikingi. Izkopavanja med letoma 2008 in 2012 so razkrila tudi več podrobnosti o prvotni cerkvi, ki jo je zgradil Ansgar.
Gradnja stolnice v Ribeju se je začela leta 1150, nad prejšnjo cerkvijo, najverjetneje Ansgarjeve cerkve, zgrajene leta 860. 
Pogodba v Ribeju je bila razglašena leta 1460. To je bila razglasitev, ki jo je danski kralj Kristijan I. dal številnim holzaškim plemičem, s čimer si je omogočil, da je postal grof Holstein in pridobil nadzor nad vojvodino Schleswig (dansko Sønderjylland, tj. Južna Jutlandija). Najbolj znana vrstica razglasa je bila, da bi moralo biti dansko vojvodstvo Schleswig in grofija Holstein znotraj Svetega rimskega cesarstva zdaj v izvirnem jeziku srednje spodnje nemščine Up Ewig Ungedeelt ali 'Večno nerazdeljena'.
Katoliška škofija je bila leta 1536 med reformacijo razpuščena; nasledila jo je škofija Ribe, ki jo je vodila novoustanovljena protestantska cerkev Danske.
Oktobra 1634 je mesto poplavila nevihtna plima.
1. januarja 2007 je občina Ribe prenehala obstajati, ko se je združila z občinama Esbjerg in Bramming, ki zdaj tvorita novo občino Esbjerg.

## Znamenitosti
- Stolnica Ribe - 12. stoletje
- Ribe Kunstmuseum
- Naravni rezervat otok Mandø, približno 30 km jugozahodno
- Museet Ribes Vikinger - vikinški muzej - je bil ustanovljen leta 1992 in je kulturnozgodovinski muzej z arheološkimi najdbami, ki se osredotoča predvsem na vikinško dobo. Skupaj z muzejem stolnice v Ribeju ga upravljajo muzeji jugozahodne Jutlandije.ref>Ribe Domkirkemuseum. Hentet 22/10-2020</ref>

## Demografija
Naslednja tabela prikazuje število prebivalcev Ribe. Podatki izpred 18. stoletja so ocene, ostali so povzeti iz uradnega štetja.
| Leta | Št. prebivalcev |
| ---- | --------------- |
| 1500 | ~5000           |
| 1591 | ~4500           |
| 1641 | ~3500           |
| 1672 | ~2000           |

| Leta | Št. prebivalcev |
| ---- | --------------- |
| 1769 | 1827            |
| 1801 | 1994            |
| 1850 | 2984            |
| 1901 | 4243            |

| Leto | Št. prebivalcev |
| ---- | --------------- |
| 1976 | 7452            |
| 1981 | 7646            |
| 1986 | 7709            |
| 1990 | 7636            |

| Leto | Št. prebivalcev |
| ---- | --------------- |
| 1996 | 8105            |
| 2000 | 7984            |
| 2001 | 8031            |
| 2002 | 8033            |

| Leto | Št. prebivalcev |
| ---- | --------------- |
| 2003 | 8006            |
| 2004 | 7990            |
| 2006 | 8081            |

## Pobratena mesta
| - Balleroy, Normandija, Francija - Ely, Združeno kraljestvo - Güstrow, Mecklenburg-Vorpommern, Nemčija - Krems ob Donavi, Spodnja Avstrija, Avstrija | - Leikanger, Sogn og Fjordane, Norveška - Ratzeburg, Schleswig-Holstein, Nemčija - Strängnäs, Södermanland, Švedska |